# Lijst van nummers van Pink Floyd
Dit is een overzicht van nummers van Pink Floyd.

## Studio-opnamen
Nummers in schuinschrift zijn ook te vinden op het compilatiealbum "Echoes: The Very Best Of Pink Floyd".
| Nummer                                                                                      | Schrijver(s)*                           | Album                                   | Jaar | Lengte |
| ------------------------------------------------------------------------------------------- | --------------------------------------- | --------------------------------------- | ---- | ------ |
| A Great Day For Freedom                                                                     | DG, Polly Samson                        | The Division Bell                       | 1994 | 04:18  |
| A New Machine (Part 1)                                                                      | DG                                      | A Momentary Lapse Of Reason             | 1987 | 01:46  |
| A New Machine (Part 2)                                                                      | DG                                      | A Momentary Lapse Of Reason             | 1987 | 00:38  |
| A Pillow Of Winds                                                                           | DG, Wa                                  | Meddle                                  | 1971 | 05:11  |
| A Saucerful of Secrets                                                                      | DG, NM, Wa, Wr                          | A Saucerful Of Secrets                  | 1968 | 11:59  |
| A Spanish Piece                                                                             | DG, NM, Wa, Wr                          | More                                    | 1969 | 01:05  |
| Absolutely Curtains                                                                         | DG, NM, Wa, Wr                          | Obscured By Clouds                      | 1972 | 05:52  |
| Alan's Psychedelic Breakfast                                                                | DG, NM, Wa, Wr                          | Atom Heart Mother                       | 1970 | 13:01  |
| Another Brick in the Wall (Part 1)                                                          | Wa                                      | The Wall                                | 1979 | 03:31  |
| Another Brick in the Wall (part 2)                                                          | Wa                                      | The Wall                                | 1979 | 03:59  |
| Another Brick In The Wall (Part 3)                                                          | Wa                                      | The Wall                                | 1979 | 01:48  |
| Any Colour You Like                                                                         | DG, NM, Wr                              | The Dark Side Of The Moon               | 1973 | 03:25  |
| Apples And Oranges                                                                          | SB                                      | Early Singles                           | 1992 | 03:01  |
| Arnold Layne                                                                                | SB                                      | Relics**                                | 1973 | 02:51  |
| Astronomy Domine                                                                            | SB                                      | The Piper At The Gates Of Dawn          | 1967 | 04:12  |
| Atom Heart Mother                                                                           | DG, NM, Wa, Wr, Ron Geesin              | Atom Heart Mother                       | 1970 | 23:39  |
| Biding My Time                                                                              | Wa                                      | Relics**                                | 1973 | 05:18  |
| Bike                                                                                        | SB                                      | The Piper At The Gates Of Dawn          | 1967 | 03:21  |
| Brain Damage                                                                                | Wa                                      | The Dark Side Of The Moon               | 1973 | 03:50  |
| Breathe                                                                                     | Wa                                      | The Dark Side Of The Moon               | 1973 | 03:57  |
| Burning Bridges                                                                             | Wa, Wr                                  | Obscured By Clouds                      | 1972 | 03:29  |
| Candy And A Currant Bun                                                                     | SB                                      | Early Singles**                         | 1992 | 02:47  |
| Careful With That Axe, Eugene                                                               | DG, NM, Wa, Wr                          | Relics**                                | 1973 | 05:45  |
| Chapter 24                                                                                  | SB                                      | The Piper At The Gates Of Dawn          | 1967 | 03:42  |
| Childhood's End                                                                             | DG                                      | Obscured By Clouds                      | 1972 | 04:31  |
| Cirrus Minor                                                                                | Wa                                      | More                                    | 1969 | 05:18  |
| Cluster One                                                                                 | DG, Wr                                  | The Division Bell                       | 1994 | 05:58  |
| Come In Number 51, Your Time Is Up                                                          | DG, NM, Wa, Wr                          | Zabriskie Point                         | 1970 | 05:01  |
| Comfortably Numb                                                                            | DG, Wa                                  | The Wall                                | 1979 | 06:24  |
| Coming Back To Life                                                                         | DG                                      | The Division Bell                       | 1994 | 06:19  |
| Corporal Clegg                                                                              | Wa                                      | A Saucerful Of Secrets                  | 1968 | 04:13  |
| Crumbling Land                                                                              | DG, NM, Wa, Wr                          | Zabriskie Point                         | 1970 | 04:13  |
| Crying Song                                                                                 | Wa                                      | More                                    | 1969 | 03:33  |
| Cymbaline                                                                                   | Wa                                      | More                                    | 1969 | 04:50  |
| Dogs                                                                                        | DG, Wa                                  | Animals                                 | 1977 | 17:04  |
| The Dogs of War                                                                             | DG                                      | A Momentary Lapse of Reason             | 1986 | 06:05  |
| Don't Leave Me Now                                                                          | Wa                                      | The Wall                                | 1979 | 04:16  |
| Dramatic Theme                                                                              | Wa, Wr                                  | More                                    | 1969 | 02:15  |
| Echoes                                                                                      | DG, NM, Wa, Wr                          | Meddle                                  | 1971 | 23:31  |
| Eclipse                                                                                     | Wa                                      | The Dark Side Of The Moon               | 1973 | 02:06  |
| Embryo                                                                                      | Wa                                      | Works                                   | 1968 | 04:39  |
| Empty Spaces                                                                                | Wa                                      | The Wall                                | 1979 | 02:10  |
| Fat Old Sun                                                                                 | DG                                      | Atom Heart Mother                       | 1970 | 05:24  |
| Fearless                                                                                    | DG, Wa                                  | Meddle                                  | 1971 | 06:08  |
| Flaming                                                                                     | SB                                      | The Piper At The Gates Of Dawn          | 1967 | 02:46  |
| Free Four                                                                                   | Wa                                      | Obscured By Clouds                      | 1972 | 04:52  |
| Get You Filthy Hands Of My Desert                                                           | Wa                                      | The Final Cut                           | 1983 | 01:19  |
| Goodbye Blue Sky                                                                            | Wa                                      | The Wall                                | 1979 | 02:45  |
| Goodbye Cruel World                                                                         | Wa                                      | The Wall                                | 1979 | 00:48  |
| Grantchester Meadows                                                                        | Wa                                      | Ummagumma                               | 1969 | 07:26  |
| The Great Gig in the Sky                                                                    | Wr, Clare Torry                         | The Dark Side of the Moon               | 1973 | 04:36  |
| Green Is The Colour                                                                         | Wa                                      | More                                    | 1969 | 02:58  |
| Have A Cigar                                                                                | Wa                                      | Wish You Were Here                      | 1975 | 05:08  |
| Heart Beat, Pig Meat                                                                        | DG, NM, Wa, Wr                          | Zabriskie Point                         | 1970 | 03:11  |
| Hey You                                                                                     | Wa                                      | The Wall                                | 1979 | 04:40  |
| High Hopes                                                                                  | DG, Polly Samson                        | The Division Bell                       | 1994 | 08:32  |
| Hollywood                                                                                   | DG                                      | N/A**                                   | N/A  | 00:38  |
| Ibiza Bar                                                                                   | DG, NM, Wa, Wr                          | More                                    | 1969 | 03:19  |
| If                                                                                          | Wa                                      | Atom Heart Mother                       | 1970 | 04:31  |
| In The Flesh?                                                                               | Wa                                      | The Wall                                | 1979 | 03:16  |
| In The Flesh                                                                                | Wa                                      | The Wall                                | 1979 | 04:13  |
| Interstellar Overdrive                                                                      | SB, NM, Wa, Wr                          | The Piper At The Gates Of Dawn          | 1967 | 09:41  |
| Is There Anybody Out There?                                                                 | Wa                                      | The Wall                                | 1979 | 02:44  |
| It Would Be So Nice                                                                         | Wr                                      | Early Singles**                         | 1992 | 03:46  |
| Jugband Blues                                                                               | SB                                      | A Saucerful Of Secrets                  | 1968 | 03:00  |
| Julia Dream                                                                                 | Wa                                      | Relics**                                | 1973 | 02:37  |
| Keep Talking                                                                                | DG, RW, Polly Samson                    | The Division Bell                       | 1994 | 06:11  |
| Learning To Fly                                                                             | DG, Jon Carin, Bob Ezrin, Anthony Moore | A Momentary Lapse Of Reason             | 1987 | 04:53  |
| Let There Be More Light                                                                     | Wa                                      | A Saucerful Of Secrets                  | 1968 | 05:38  |
| Love Scene (Version 4)                                                                      | DG, NM, Wa, Wr                          | Zabriskie Point (Extended 1997 Release) | 1997 | 06:45  |
| Love Scene (Version 6)                                                                      | DG, NM, Wa, Wr                          | Zabriskie Point (Extended 1997 Release) | 1997 | 07:26  |
| Lucifer Sam                                                                                 | SB                                      | The Piper At The Gates Of Dawn          | 1967 | 03:07  |
| Lucy Leave                                                                                  | SB                                      | N/A                                     | N/A  | 02:53  |
| Main Theme                                                                                  | DG, Wa, Wr                              | More                                    | 1969 | 05:28  |
| Marooned                                                                                    | DG                                      | The Division Bell                       | 1994 | 05:29  |
| Matilda Mother                                                                              | SB                                      | The Piper At The Gates Of Dawn          | 1967 | 03:08  |
| Money                                                                                       | Wa                                      | The Dark Side Of The Moon               | 1973 | 06:24  |
| More Blues                                                                                  | DG, NM, Wa, Wr                          | More                                    | 1969 | 02:12  |
| Mother                                                                                      | Wa                                      | The Wall                                | 1979 | 05:32  |
| Mudmen                                                                                      | DG, Wr                                  | Obscured By Clouds                      | 1972 | 04:20  |
| Nobody Home                                                                                 | Wa                                      | The Wall                                | 1979 | 03:26  |
| Not Now John                                                                                | Wa                                      | The Final Cut                           | 1983 | 05:01  |
| Obscured By Clouds                                                                          | DG, Wa                                  | Obscured By Clouds                      | 1972 | 03:03  |
| On The Run                                                                                  | DG, Wa                                  | The Dark Side Of The Moon               | 1973 | 03:35  |
| On The Turning Away                                                                         | DG, Anthony Moore                       | A Momentary Lapse Of Reason             | 1987 | 05:42  |
| One Of My Turns                                                                             | Wa                                      | The Wall                                | 1979 | 03:35  |
| One Of The Few                                                                              | Wa                                      | The Wall                                | 1979 | 01:23  |
| One Of These Days                                                                           | DG, NM, Wa, Wr                          | Meddle                                  | 1971 | 05:57  |
| One Slip                                                                                    | DG, Phil Manzanera                      | A Momentary Lapse Of Reason             | 1987 | 05:10  |
| Outside The Wall                                                                            | Wa                                      | The Wall                                | 1979 | 01:41  |
| Paintbox                                                                                    | Wr                                      | Relics**                                | 1973 | 03:33  |
| Paranoid Eyes                                                                               | Wa                                      | The Final Cut                           | 1983 | 03:40  |
| Party Sequence                                                                              | DG, NM, Wa, Wr                          | More                                    | 1969 | 01:07  |
| Pigs (Three Different Ones)                                                                 | Wa                                      | Animals                                 | 1977 | 11:22  |
| Pigs On The Wing (Part 1)                                                                   | Wa                                      | Animals                                 | 1977 | 01:25  |
| Pigs On The Wing (Part 2)                                                                   | Wa                                      | Animals                                 | 1977 | 01:25  |
| Point Me At The Sky                                                                         | DG, Wa                                  | Early Singles**                         | 1992 | 03:35  |
| Poles Apart                                                                                 | DG, Wr, Nick Laird-Clowes, Polly Samson | The Division Bell                       | 1994 | 07:04  |
| Pow R. Toc H.                                                                               | SB, NM, Wa, Wr                          | The Piper At The Gates Of Dawn          | 1967 | 04:26  |
| Quicksilver                                                                                 | DG, NM, Wa, Wr                          | More                                    | 1969 | 07:13  |
| Rain In The Country                                                                         | DG, NM, Wa, Wr                          | Zabriskie Point (Extended 1997 Release) | 1997 | 06:01  |
| Remember A Day                                                                              | Wr                                      | A Saucerful Of Secrets                  | 1968 | 04:33  |
| Run Like Hell                                                                               | DG, Wa                                  | The Wall                                | 1979 | 04:19  |
| San Tropez                                                                                  | Wa                                      | Meddle                                  | 1971 | 03:43  |
| Scarecrow                                                                                   | SB                                      | The Piper At The Gates Of Dawn          | 1967 | 02:11  |
| Scream Thy Last Scream                                                                      | SB                                      | N/A**                                   | N/A  | 04:30  |
| Seabirds                                                                                    | Wa                                      | N/A**                                   | N/A  | 03:50  |
| Seamus                                                                                      | DG, NM, Wa, Wr                          | Meddle                                  | 1971 | 02:15  |
| See Emily Play                                                                              | SB                                      | Relics**                                | 1973 | 02:53  |
| See-Saw                                                                                     | Wr                                      | A Saucerful Of Secrets                  | 1968 | 04:36  |
| Set the controls for the heart of the sun                                                   | Wa                                      | A Saucerful Of Secrets                  | 1968 | 05:28  |
| Several Species of Small Furry Animals Gathered Together in a Cave and Grooving with a Pict | Wa                                      | Ummagumma                               | 1969 | 04:59  |
| Sheep                                                                                       | Wa                                      | Animals                                 | 1977 | 10:24  |
| Shine On You Crazy Diamond (Part 1)***                                                      | DG, Wa, Wr                              | Wish You Were Here                      | 1975 | 13:34  |
| Shine On You Crazy Diamond (Part 2)***                                                      | DG, Wa, Wr                              | Wish You Were Here                      | 1975 | 12:31  |
| Summer '68                                                                                  | Wr                                      | Atom Heart Mother                       | 1970 | 05:29  |
| Time                                                                                        | DG, NM, Wa, Wr                          | The Dark Side of the Moon               | 1973 | 07:04  |
| Welcome to the Machine                                                                      | Wa                                      | Wish You Were Here                      | 1975 | 07:31  |
| Wish You Were Here                                                                          | DG, Wa                                  | Wish You Were Here                      | 1975 | 5:39   |

## Artiesten, schrijvers
- SB = Syd Barrett
- DG = David Gilmour
- NM = Nick Mason
- Wa = Roger Waters
- Wr = Rick Wright

## Non-Album Nummers
Sommige nummers in de lijst waren wel opgenomen, maar zijn nooit uitgebracht op een officieel studioalbum, maar wel op compilatiealbums of als single. Het album in onderstaande lijst is het eerste album waar het desbetreffende nummer op verschenen is.
Dit zijn de nummers uit deze categorie:
- "Apples And Oranges": eind 1967 opgenomen en oorspronkelijk uitgebracht als een single op 18 november 1967
- "Arnold Layne": in januari 1967 opgenomen en oorspronkelijk uitgebracht als een single op 11 maart 1967
- "Biding My Time": opgenomen in 1969 en voor het eerst uitgebracht op het compilatie-album Relics.
Dit nummer was, onder de titel "Afternoon", ook deel van de show The Man and the Journey uit 1969. Deze show is nooit officieel uitgebracht.
- "Candy And A Currant Bun": opgenomen in januari 1967, en was de B-kant van de "Arnold Layne" -Single, van 11 maart 1967.
- "Careful With That Axe, Eugene": opgenomen in november 1968. Dit was de B-kant van de single "Point Me At The Sky" van 17 december 1968.
- "Hollywood": dit nummer werd opgenomen voor de film More, maar werd niet toegevoegd op het soundtrackalbum "More. Het nummer is wel aanwezig op de compilatie van A Tree Full Of Secrets.
- "Julia Dream": opgenomen begin 1968, en dit nummer was oorspronkelijk de B-Kant van de single "It Would Be So Nice" 12 april 1968.
- "Paintbox": opgenomen laat 1967 en oorspronkelijk de B-kant van de single "Apples And Oranges".
- "Point Me At The Sky": opgenomen eind 1968, en dit was een single van 17 december 1968.
- "Scream Thy Last Scream": opgenomen in 1967. Het was de bedoeling dat dit de vierde single van de band zou worden. Maar door het vertrek van Syd Barrett gaven ze de voorkeur voor "It Would Be So Nice". Het nummer is wel aanwezig op de compilatie van A Tree Full Of Secrets.
- "Seabirds": dit nummer was opgenomen voor de film More, maar haalde de soundtrack niet. Het nummer is wel aanwezig op de compilatie van A Tree Full Of Secrets.
- "See Emily Play": opgenomen in 1967 en werd uitgebracht als single op 16 juni 1967.

Nummers van Pink Floyd